# Julija Truškina
Julija Truškina (in bielorusso Юлія Трушкіна?, traslitterato anche come Yuliya Trushkina; Homel', 23 ottobre 2002) è una canoista bielorussa.

## Biografia
Julija Truškina è nata a Homel' in Bielorussia il 23 ottobre 2002.
A giugno 2024 ai Campionati europei di canoa/kayak sprint di Seghedino in Ungheria, partecipando come atleta individuale neutrale, è arrivata terza nella gara C1 200 metri, guadagnando la qualificazione per i Giochi olimpici di Parigi, mentre ha concluso in sesta posizione la gara C2 200 metri in coppia con la connazionale Alena Nazdrova.
Ad agosto 2024 ha fatto parte degli Atleti Individuali Neutrali ai Giochi olimpici di Parigi, durante i quali ha gareggiato nelle specialità C1 200, qualificandosi per la finale e terminando la gara in quinta posizione.

## Palmarès
- Campionati europei di canoa/kayak sprint

Seghedino 2024: bronzo nella specialità C1 200 metri